# Coleophora caespititiella
Espèce
Le Coléophore des joncs, Coleophora caespititiella, est une espèce de lépidoptères (papillons)  de la famille des Coleophoridae. 

## Synonymes
- Ornix lacunaecolella (Duponchel, 1844)
- Coleophora lacunicolella
- Coleophora agrammella (Wood, 1892)
- Coleophora caespitiella (lapsus)

## Description
L'espèce est présente un peu partout en Europe. On la trouve également en Amérique du Nord. Les Coleophoridae sont reconnaissables à l'abri qu'ils se créent quand ils sont au stade pupaire.
La larve se nourrit sur les joncs (Juncus), construisant un « fourreau » soyeux ambulant, qu'elle transporte sur la tête de la plante et dans lequel elle passe l'hiver. Les adultes sont petits et bruns avec des ailes en pointe.

## Galerie

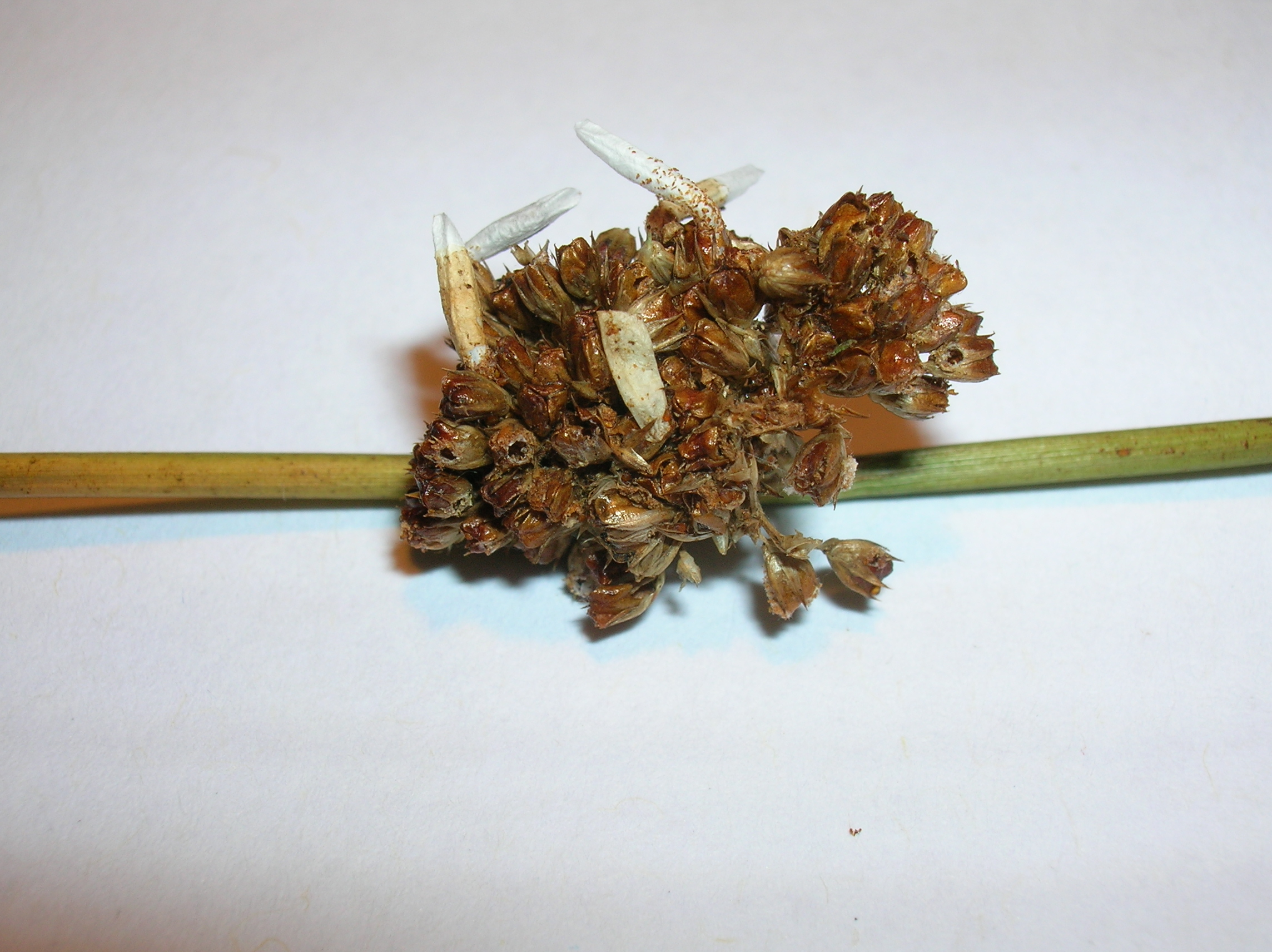
Cocons, larves se nourrissant.
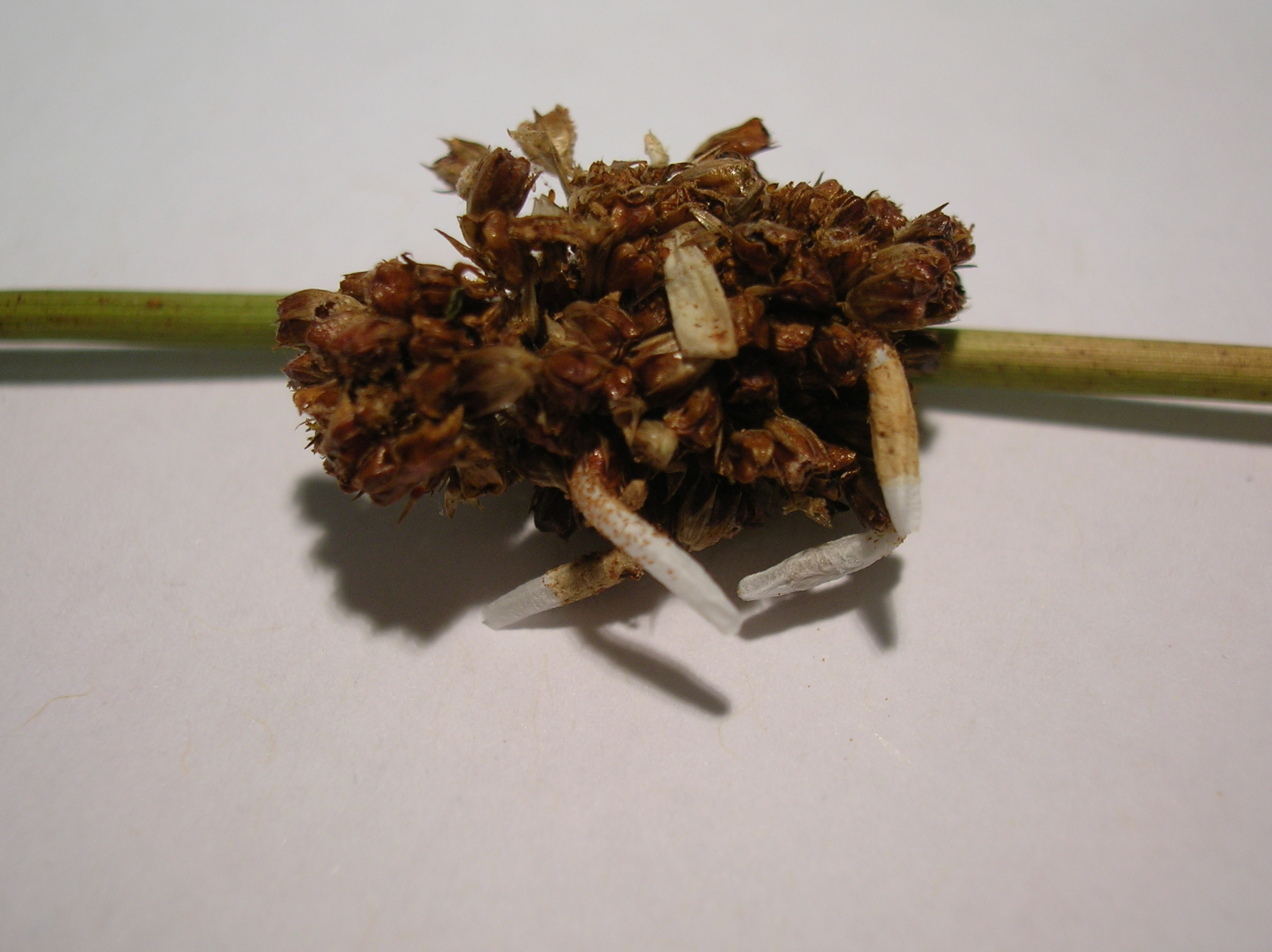
Cocons sur fleurs de joncs (Juncus).
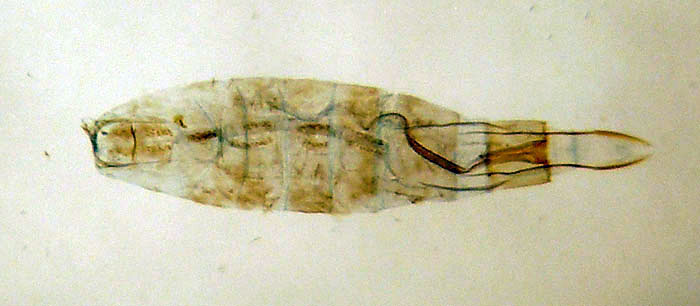
Abri soyeux (cocon) protégeant la larve.
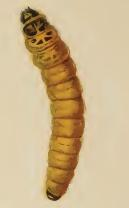
Larve.